# Contrôle parental (film)
Pour plus de détails, voir Fiche technique et Distribution.
Contrôle parental ou Bloqueurs au Québec (titre original : Blockers) est une comédie américaine réalisée par Kay Cannon (en), sortie en 2018.

## Synopsis
Julie, Kayla et Sam sont trois adolescentes qui font un pacte pour perdre leur virginité la soirée du bal de promo. Mais quand leurs parents découvrent leur plan, ils veulent empêcher cela coûte que coûte.

## Fiche technique
- Titre original : Blockers
- Titre français : Contrôle parental
- Titre québécois : Bloqueurs
- Réalisation : Kay Cannon (en)
- Scénario : Brian et Jim Kehoe
- Photographie : Russ T. Alsobrook
- Montage : Stacey Schroeder
- Costumes : Sarah Mae Burton
- Décors : Brandon Tonner-Connolly
- Musique : Mateo Messina, Tom Wolfe et Manish Raval
- Producteur : Chris Fenton, Evan Goldberg, Jon Hurwitz, Seth Rogen, Hayden Schlossberg et James Weaver
  - Producteur délégué : Nathan Kahane, Joseph Drake, Josh Fagen, Chris Cowles, David Stassen et Jonathan McCoy
  - Coproducteur : Joseph Amaral, Ariel Shaffir, Kyle Hunter et Spencer Wong
- Production : Point Grey Pictures, DMG Entertainment, Good Universe et Universal Pictures
- Distribution : Universal Pictures
- Pays d’origine :  États-Unis
- Genre : Comédie
- Durée : 102 minutes
- Dates de sortie :
  -  États-Unis : 
    - 10 mars 2018 (South by Southwest)
    - 6 avril 2018 (en salles)

  -  France : 1er août 2018

## Distribution
- Leslie Mann (VF : Brigitte Aubry ; VQ : Viviane Pacal) : Lisa
- John Cena (VF : Raphaël Cohen ; VQ : Frédérik Zacharek) : Mitchell
- Ike Barinholtz (VF : Serge Faliu ; VQ : Alexandre Fortin) : Hunter
- Kathryn Newton (VF : Clara Quilichini ; VQ : Ludivine Reding) : Julie
- Geraldine Viswanathan (VF : Camille Timmerman ; VQ : Eve Mangin) : Kayla
- Gideon Adlon (VF : Kaycie Chase) : Sam
- Graham Phillips (VF : Clément Moreau ; VQ : Alexandre Bacon) : Austin
- Miles Robbins (VF : François Deblock ; VQ : Tom-Eliot Girard) : Connor
- Gina Gershon (VF : Micky Sébastian ; VQ : Laurence Dauphinais) : Cathy
- Gary Cole (VF : Patrick Poivey ; VQ : Daniel Picard) : Ron
- June Diane Raphael (VF : Barbara Beretta ; VQ : Catherine Hamann) : Brenda
- Hannibal Buress (VF : Alex Fondja ; VQ : Iannicko N'Doua) : Frank
- Sarayu Blue (VF : Marie Zidi) : Marcie
- Jimmy Bellinger (VF : Maxime Baudouin) : Chad
- Ramona Young (VF : Marie Sambourg ; VQ : Justine Major) : Angelica
- Colton Dunn (VF : Jean-Baptiste Anoumon ; VQ : Widemir Normil) : Rudy
- Victoria Hall : ?

 Source et légende : version française (VF) sur RS Doublage ; version québécoise (VQ) sur Doublage.qc.ca